# Kuanua
El kuanua o tolái es una lengua hablada por el pueblo tolái de Papúa Nueva Guinea, que viven en la península de Gazelle en Nueva Bretaña del Este. Este lenguaje es a menudo mencionado en la literatura como «tolai». Sin embargo, el tolai es en realidad el nombre del grupo cultural. Los tolais se refieren a su lengua como Atún Tinata, que se traduce como la Verdadera Lengua.)

## Clasificación
El kuanua pertenece a la rama oceánica de la familia de lenguas austronesias. El más inmediato es el subgrupo es el grupo de idiomas de patpatar-tolai que incluye también el minigir (también hablada en la península de Gazelle) y el patpatar (hablado en Nueva Irlanda).

## Distribución geográfica
Se habla en la península de Gazelle en la Nueva Bretaña Oriental de la provincia de Papúa Nueva Guinea.

## Idiomas derivados
El kuanua se dice que es una de las principales lenguas de sustrato del tok pisin. Algunos artículos del vocabulario del tok pisin que probablemente vienen del kuanua (o una lengua estrechamente relacionada) incluyen:
- aibika (de ibika) - Hibiscus manihot
- buai - Nuez de areca
- diwai (de dawai) - árbol, madera
- guria - terremoto
- kawawar (de kavavar) - jengibre
- kiau - huevo
- lapun - persona mayor
- liklik (de ikilik) - pequeño
- umben (de uben) - red de pesca

- Datos: Q35870